# Idiophyes novabritanniae
Idiophyes novabritanniae là một loài bọ cánh cứng trong họ Endomychidae. Loài này được Strohecker miêu tả khoa học năm 1981.